# 12 godina ropstva (2013.)
12 godina ropstva (eng. 12 Years a Slave) je američka povijesna drama iz 2013. godine temeljena na istoimenim memoarima objavljenim 1853. godine autora Solomona Northupa, slobodnog Afroamerikanca rođenog u državi New York koji je 1841. godine otet u Washingtonu i prodan u ropstvo. Northup je radio na plantažama u državi Louisiana punih dvanaest godina prije nego što je ponovno postao slobodan. Sue Eakin i Joseph Logsdon su 1968. godine napisali znanstveni rad na temelju Northupovih memoara u kojem su pažljivo proučili i potvrdili opisane događaje te zaključili da su memoari točni. Ostali likovi u filmu su također stvarni, uključujući Edwina, Mary Epps i Patsey.
Ovo je treći dugometražni film redatelja Stevea McQueena. Scenarij za film napisao je John Ridley. Glavnu ulogu u filmu ostvario je Chiwetel Ejiofor kao Solomon Northup dok se u ostalim ulogama pojavljuju Michael Fassbender, Benedict Cumberbatch, Paul Dano, Paul Giamatti, Lupita Nyong'o, Sarah Paulson, Brad Pitt i Alfre Woodard. Film se snimao u New Orleansu (država Louisiana) u razdoblju od 27. lipnja do 13. kolovoza 2012. godine, a snimalo se na lokacijama četiriju povijesnih prijeratnih plantaža: Felicity, Bocage, Destrehan i Magnolia. Od navedenih, plantaža Magnolia najbliža je stvarnoj plantaži na kojoj je Northup radio.
Film 12 godina ropstva pobrao je hvalospjeve filmske kritike, a nekoliko medija proglasilo ga je najboljim filmom 2013. godine. Na kino blagajnama film je također bio vrlo uspješan, ukupno utrživši u svijetu preko 187 milijuna dolara (produkcija filma koštala je 20 milijuna dolara). Film je osvojio tri prestižne nagrade Oscar: za najbolji film, za najbolju sporednu glumicu (Nyong'o) i za najbolji adaptirani scenarij. Osvojivši nagradu Oscar za najboji film, producent Steve McQueen postao je prvi Afroamerički producent koji je osvojio Oscara te prvi Afroamerički redatelj čiji je film proglašen najboljim. Film 12 godina ropstva također je osvojio nagradu Zlatni globus za najbolji film (drama), kao i britansku nagradu BAFTA za najbolji film i najboljeg glavnog glumca (Ejiofor).

## Radnja
Godine 1841. Solomon Northup je slobodni Afroamerikanac koji svira violinu, živi sa svojom suprugom Anne Hampton i njihovo dvoje djece u Saratoga Springsu, država New York. Uskoro mu dvojica muškaraca, Brown i Hamilton, ponude dvotjedni posao glazbenika pod uvjetom da otputuje s njima u Washington. Nakon što tamo dođu, oni ga drogiraju i odvode u ropsku kolibu u vlasništvu Jamesa Burcha.
Northup je poslan u New Orleans skupa s drugim zarobljenim robovima. Trgovac robovima imena Freeman daje Northupu novo ime "Platt", govori mu da je odbjegli rob iz Georgije te ga prodaje vlasniku plantaže Williamu Fordu. Northup impresionira Forda nakon što izgradi put kroz močvaru za transport drva koji je puno brži i efikasniji od ranijeg pa mu Ford poklanja violinu u znak zahvalnosti na kojoj Northup uskoro urezuje imena svoje supruge i djece.
Fordov stolar John Tibeats prezire Northupa i tenzije između njih dvojice ubrzo eskaliraju. Tibeats napada Northupa koji se obrani. U znak odmazde, Tibeats i njegovi prijatelji pokušaju linčovati Northupa, ali ih u tome sprječava Chapin - Fordov nadglednik - premda ostavlja Northupa da visi na omči praktički cijeli ostatak dana. Uskoro ga Ford spašava, ali odlučuje prodati zlobnom vlasniku plantaže Edwinu Eppsu kako bi ga zaštitio od Tibeatsa. Northup pokušava objasniti da je on zapravo slobodan čovjek, ali Ford mu govori da to ne može čuti i odgovara da mora otplatiti dug njegove kupnje.
Za razliku od relativno dobroćudnog Forda, Epps je sadist koji vjeruje da njegovo pravo zlostavljanja robova odobrava sama Biblija. Robovi bivaju bičevani ako svakog dana ne uspiju ubrati minimalno 91 kilogram pamuka. Mlada djevojka imena Patsey svakoga dana ubire preko 230 kilograma pamuka zbog čega ju Epps non-stop hvali. Patsey privlači Eppsa koji ju konstantno siluje čime uzrokuje ljubomoru svoje supruge koja zbog toga učestalo ponižava Patsey. Njezina jedina utjeha je posjet gospođi Shaw, bivšoj ropkinji čiji se vlasnik u nju zaljubio i oženio je. Patsey želi umrijeti i moli Northupa da to učini, ali on odbija.
Uskoro izbija epidemija koja uništava Eppsov pamuk i plantažu. Budući da ne može raditi ništa sa svojim poljem, on posuđuje svoje robove susjednoj plantaži za sezonu. Dok vrijeme provodi tamo, Northup postaje jedan od omiljenih robova Jurgeu Turneru koji mu dopušta da svira violinu na obljetnici vjenčanja svog susjeda te da zadrži sav eventualni profit. Kada se Northup vrati Eppsu, pokušava upotrijebiti taj novac kod Armsbyja - bijelca i bivšeg nadglednika koji sada s ostalim robovima bere pamuk - kako bi ovaj odnio njegovo pismo prijateljima u državu New York. Armsby pristaje to učiniti i prihvaća sav Northupov ušteđeni novac, ali ga izda Eppsu. Northup ipak uspijeva izbjeći kaznu nagovorivši Eppsa da Armsby laže. Ubrzo nakon toga uplakani Northup pali svoje pismo, njegovu jedinu nadu za slobodom.
Northup skupa s kanadskim radnikom Bassom započinje raditi na izradi verande. Bass je uznemiren Eppsovim brutalnim ponašanjem prema svojim robovima i izražava svoje protivljenje robovlasničkom sustavu čime izaziva neprijateljstvo kod Eppsa. Jednoga dana Epps postane uznemiren nakon što otkrije da Patsey nije na plantaži. Kada se vrati otkriva mu da je otišla do gospođe Shaw po sapun, jer joj je Mary Epps zabranila koristiti njihov. Epps joj, međutim, ne vjeruje i naređuje bičevanje. Ohrabren od strane svoje supruge, Epps prisiljava Northupa da bičuje Patsey kako on to ne bi morao učiniti. Northup nevoljko pristaje, ali Epps u konačnici uzima bič i divljački pretuče Patsey.
Northup namjerno uništava svoju violinu i nastavljajući raditi na izradi verande ispriča cijelu svoju priču Bassu. Još jedanput, Northup traži pomoć u slanju pisma u Saratoga Springs. Bass, riskirajući svoj život, pristaje poslati ga.
Jednoga dana na plantažu dolazi lokalni šerif s kočijom u kojoj se nalazi još jedan čovjek i koji poziva Northupa. Postavlja mu niz pitanja kako bi se uvjerio da li je on zaista osoba koju traži. Northup prepoznaje muškarca u kočiji kao C. Parkera, vlasnika dućana kojeg je poznavao u Saratogi. Parker ga je došao osloboditi pa se njih dvojica zagrle premda ljutiti Epps cijelo vrijeme protestira i pokušava spriječiti Northupa u odlasku. Prije nego što se Northup ukrca na kočiju, Patsey ga doziva i njih dvoje se zagrle na oproštaju. Znajući da su u potencijalnoj opasnosti, Parker i šerif nagovaraju Northupa da što prije krenu pa uskoro odlaze s plantaže.
Nakon što je u ropstvu proveo dvanaest godina, Northup je ponovno slobodan i vraća se svojoj obitelji. Kada uđe u kuću vidi Anne, Alonza, Margaret i njezinog muža koji mu u naručje stavlja njegovog unuka - Solomona Northupa Stauntona. Odjavna špica filma objašnjava nemogućnost Northupa i njegovog tima da sudski progone Browna, Hamiltona i Burcha kao i objavljivanje njegovih istoimenih memoara 1853. godine te misteriozne detalje oko njegove smrti i pokopa.

## Glumačka postava
- Chiwetel Ejiofor kao Solomon Northup
- Michael Fassbender kao Edwin Epps
- Benedict Cumberbatch kao William Ford
- Paul Dano kao John Tibeats
- Garret Dillahunt kao Armsby
- Paul Giamatti kao Freeman
- Scoot McNairy kao Brown
- Lupita Nyong'o kao Patsey
- Adepero Oduye kao Eliza
- Sarah Paulson kao Mistress Epps
- Brad Pitt kao Samuel Bass
- Michael Kenneth Williams kao Robert
- Alfre Woodard kao gospođa Shaw
- Chris Chalk kao Clemens
- Taran Killam kao Hamilton
- Bill Camp kao Radburn

Zvijezda filma Zvijeri južnih divljina Quvenzhané Wallis u filmu ima malu ulogu Margaret Northup.

## Produkcija

### Razvoj projekta
Nakon što je 2008. godine tijekom projekcije svog filma Glad upoznao Johna Ridleyja, redatelj Steve McQueen ga je kontaktirao u vezi želje za radom na filmu čija bi se radnja vrtila oko "razdoblja robovlasništva u Americi". Radeći na razvoju ideje, njih dvojica nisu mogla pronaći zajedničku notu sve dok McQueenova partnerica, Bianca Stigter, nije pronašla memoare Solomona Northupa iz 1853. godine naziva 12 godina ropstva. McQueen je kasnije izjavio u jednom intervjuu:
"Pročitao sam knjigu i ostao zapanjen. U to vrijeme bio sam poprilično ljut na sebe što prije toga nisam niti znao za postojanje te knjige. Živim u Amsterdamu gdje je Anne Frank nacionalni heroj, a za mene je ova knjiga bila upravo poput njezinog dnevnika samo napisanog 97 godina prije - iskustvo iz prve ruke o robovlasništvu. Gorio sam od želje da upravo tu knjigu prenesem na veliko platno."
Nakon dugotrajnog razvojnog procesa projekta tijekom kojega se produkcijska kompanija Brada Pitta Plan B Entertainment također uključila, a koja je uvelike pomogla u financiranju, snimanje filma službeno je najavljeno u kolovozu 2011. godine s McQueenom kao redateljem i Chiwetelom Ejioforom kao Solomonom Northupom - slobodnim Afroamerikancem koji je otet i prodan u roblje. McQueen je usporedio Ejioforovo "klasno i dostojanstveno" ponašanje s onima koje su imali Sidney Poitier i Harry Belafonte. U listopadu 2011. godine glumac Michael Fassbender (koji je nastupio u McQueenovim ranijim filmovima Glad i Sramota) pridružio se glumačkoj postavi. Rane 2012. godine određen je ostatak glumaca, a početak snimanja planiran je za kraj mjeseca lipnja iste godine.
Kako bi što preciznije prikazali jezik i narječje razdoblja i regije u kojima se radnja filma odvija, Michael Buster je zaposlen kako bi naučio glumce kako ispravno govoriti. Sam jezik imao je književnu kvalitetu povezanu sa stilom pisanja tog vremena, a na koje je snažan utjecaj imala Biblija kralja Jamesa. Buster objašnjava:
Ne znamo kako su robovi zvučali 40-ih godina 19. stoljeća pa sam odlučio koristiti ruralne primjere govora iz Mississippija i Louisiane (za glumce Ejiofora i Fassbendera). Za Benedicta Cumberbatcha sam pronašao govor stanovnika visoke klase iz New Orleansa iz 30-ih. Također sam radio i s Lupitom Nyong'o koja je podrijetlom iz Kenije, ali je učila na sveučilištu Yale. Promijenila je svoj govor kako bi zbilja zvučala američki.
Nakon što su obojica osvojila prestižnu filmsku nagradu Oscar, u medijima su se pojavili napisi da su se McQueen i Ridley posvađali zbog potpisa scenarija. Navodno je McQueen tražio od Ridleyja da ih obojicu potpiše, ali je ovaj to odbio. McQueen se žalio kompaniji Fox Searchlight, ali je kompanija stala na Ridleyjevu stranu. Tijekom svojih pobjedničkih govora niti jedan niti drugi nisu zahvalili jedan drugome. Od tada, međutim, Ridley je u nekoliko intervjua izrazio žaljenje što nije spomenuo McQueena u svom govoru zahvale, a također je negirao njihovu svađu. Hvalio je rad s McQueenom i objasnio da je on jedini potpisnik na scenariju zbog pravila Ceha scenarista. Redatelj McQueen, s druge strane, nije komentirao navedenu svađu.

### Snimanje filma
S produkcijskim budžetom od 20 milijuna dolara, snimanje filma započelo je 27. lipnja 2012. godine u New Orleansu (Louisiana). Snimanje filma završeno je 13. kolovoza 2012. godine, nakon sedam tjedana.  Kako bi smanjili produkcijske troškove, većina filma snimljena je u široj okolici New Orleansa - uglavnom južno od okruga Red River u sjevernom dijelu države gdje je Northup zaista i bio rob. Među lokacijama koje su korištene za snimanje bile su i četiri povijesne plantaže: Felicity, Bocage, Destrehan i Magnolia. Upravo je plantaža Magnolia smještena tek nekoliko kilometara od povijesnih mjesta gdje je Northup držan u robovlasništvu. "Bilo je izrazito snažno i emotivno znati činjenicu da se nalazimo praktički na mjestu gdje su se stvari iz filma uistinu dogodile", izjavio je glumac Chiwetel Ejiofor. "Osjećaj plesa s duhovima bio je gotovo opipljiv." Film se također snimao i u hotelu Columns te u francuskom dijelu New Orleansa.
Glavni fotograf filma Sean Bobbitt snimio je 12 godina ropstva na 35mm vrpci sa širokokutnim 2.35:1 omjerom. "Kada radite film čija je radnja smještena u određeno povijesno razdoblje, taj film mora gledateljima pružiti cjelokupni osjećaj tog razdoblja i njegove kvalitete", izjavio je Bobbitt. "A zbog epske prirode same priče, širokokutno snimanje bilo je jedini izbor. Takav način snimanja znači veliki film, epsku priču - u ovom slučaju epsku priču o ljudskoj izdržljivosti."
Ekipa filma nije željela snimiti film vizualnim stilom grube dokumentarne estetike. Namjerno snimajući prekrasne eksterijere koji su stvorili vizualni kontrast u samoj priči, ekipa filma željela je podsjetiti na rad španjolskog slikara Francisca Goye. Redatelj McQueen to je objasnio:
"Kada razmislite o Goyi koji je slikao najgroznije slike nasilja, mučenja i slično, znate da gledate nešto zapravo prekrasno; znate da gledate vrijedne slike, a jedan od razloga zbog čega su toliko predivne je upravo zbog toga što slikar njima govori 'gledajte, pogledajte ovo'. Kada bi naslikali nešto ružno na ružan način, sve bi moglo otići u krivu perspektivu, jer time privlačite pozornost da nešto nije u redu sa slikom, a ne dajete priliku promatraču da gleda samu sliku."

### Kostimografija
Kako bi što preciznije prikazali razdoblje u kojem se radnja filma događa, filmska ekipa iza kamere provela je detaljno istraživanje koje je uključivalo proučavanje ilustracija i crteža iz tog razdoblja. Kostimografkinja Patricia Norris imala je osam tjedana za pripremiti kostime pa je surađivala s kostimografskim skladištem Western Costume kako bi prikupila odjeću koja će ilustrirati protek vremena, a istodobno koja će biti povijesno precizna. Koristeći palete boja tonova zemlje, Norris je kreirala gotovo 1000 različitih kostima za film. "Norris je uzela uzorke zemlje sa sve tri plantaže kako bi njezini kostimi što bolje odražavali tu boju", izjavio je redatelj McQueen i dodao: "Razgovarala je s fotografom Seanom Bobbittom u vezi svakog pojedinog lika na svakoj pojedinoj plantaži - film je zbog toga prepun svih tih sitnih detalja".

### Glazba iz filma
Glazbu za film 12 godina ropstva napisao je Hans Zimmer dok je originalnu glazbu za violinu napisao i aranžirao Nicholas Britell, a odsvirao Tim Fain. Sam film također sadržava i nekoliko djela zapadnjačke klasične glazbe te američke narodne glazbe poput "Trio in B-flat, D471" autora Franza Schuberta ili "Run, Nigger, Run" Johna i Alana Lomaxa. Službeni soundtrack filma naziva Music from and Inspired by 12 Years a Slave digitalno je pušten u prodaju 5. studenoga, a fizički CD započeo je s prodajom 11. studenog 2013. godine izdavača Columbia Records. Uz Zimmerovu originalnu glazbu, na soundtracku se također nalazi i glazba inspirirana filmom autora kao što su John Legend, Laura Mvula, Alicia Keys, Chris Cornell i Alabama Shakes. Legendova pjesma "Roll, Jordan, Roll" debitirala je na internetu tri tjedna prije nego što je soundtrack pušten u prodaju.

## Povijesna točnost
Afroamerički povjesničar i kulturološki znanstvenik Henry Louis Gates Jr. bio je glavni savjetnik na filmu dok se istraživač David Fiske, koautor knjige Solomon Northup: The Complete Story of the Author of Twelve Years a Slave, pobrinuo nabaviti određeni materijal koji se koristio za snimanje filma. Unatoč tome, vijesti i članci u novinama i časopisima u vrijeme kino distribucije filma isticali su kako je sam Northup vjerojatno uzeo određenu slobodu prilikom pisanja knjige, a da je McQueen zbog dramaturških, modernih i ostalih razloga definitivno uzeo određenu umjetničku slobodu u portretiranju povijesnog razdoblja filma i događaja opisanih u njemu.
U časopisu The Hollywood Reporter Scott Feinberg se u svom tekstu osvrnuo na članak iz New York Timesa od 22. rujna koji je "iskopao i naglasio esej iz 1985. godine još jednog znanstvenika, Jamesa Olneyja, koji je u tom eseju doveo u pitanje doslovnu istinu određenih incidenata koje Northup opisuje te naveo Davida Wilsona - bijelog prepisivača kojemu je Northup diktirao svoju priču - koji je uzeo slobodu i 'ulickao' priču kako bi ista još efikasnije djelovala na javno mišljenje o robovlasništvu." Prema Olneyju, kada su abolicionisti pozivali bivše robove da podijele svoja osobna iskustva o ropstvu na antiropskim konvencijama i kada su kasnije plaćali objave tih priča u novinama "svi zajedno - i abolicionisti i bivši robovi - imali su jasna očekivanja od tih objava".
U magazinu The Atlantic Noah Berlatsky je pisao o sceni u McQueenovoj filmskoj verziji priče, ubrzo nakon što Northup bude otet, kada se nalazi na brodu koji putuje prema jugu u kojoj mornar ulazi u potpaljublje kako bi silovao mladu ropkinju i kada ga muški rob pokušava spriječiti. "Mornar bez oklijevanja ubija roba", napisao je Berlatsky "i to se čini malo vjerojatnim - robovi su vrijedni, a mornar nije bio njihov vlasnik. Naravno, tog trenutka uopće nema u knjizi."
Forrest Wickman iz magazina Slate istaknuo je da Northupova knjiga puno više veliča Williama Forda nego što to čini McQueenov film. Northupove riječi su bile: "Nikada nije postojala srdačnija, plemenitija, iskrenija, kršćanskija osoba od Williama Forda" uz dodatak da su ga vlastite okolnosti "zaslijepile da vidi nerazdvojivu pogrešku sistema robovlasništva". Film, međutim, sudeći prema Wickmanu "učestalo potkopava Forda". McQueen podriva Kršćanstvo kao dobro u pokušaju da nadogradi etičku lekciju iz Northupove priče za 21. stoljeće držeći institucije Kršćanstva pod svjetlom zbog njihove sposobnosti opravdavanja robovlasništva tog vremena. Northup je bio Kršćanin svog vremena, a o svom bivšem vlasniku (Fordu) pisao je da je bio "zaslijepljen okolnostima" što bi u retrospektivi značilo rasističko prihvaćanje robovlasništva unatoč tome što je Ford bio Kršćanin - pozicija koja je neprihvatljiva modernim Kršćanima te kršćanskim abolicionistima 19. stoljeća, ali ne i kontradiktorna samom Northupu. Valerie Elverton Dixon iz Washington Posta okarakterizirala je Kršćanstvo prikazano u filmu kao "slomljeno".
Emily West, profesorica povijesti na sveučilištu Reading koja se specijalizirala za povijest robovlasništva u SAD-u je rekla: "Nikada nisam vidjela film koji predstavlja robovlasništvo tako precizno." Pišući kritiku za History Extra - internetsku stranicu magazina BBC History - napisala je: "Film oštro i snažno otkriva sve o robovlasništvu - od robova koji beru pamuk dok pjevaju u poljima pa sve do zvuka biča koji im se obrušava na leđa. Također smo dosta toga čuli o ideologiji koja stoji iza robovlasničkog sustava. Vlasnici robova poput Williama Forda i Edwina Eppsa - premda karakterno vrlo različiti - koriste interpretaciju Kršćanstva kako bi opravdali svoje vlasništvo nad robovima. Obojica su čvrsto vjerovali da sama Biblija odobrava robovlasništvo i da je njihova 'kršćanska dužnost' da propovijedaju napisano svojim robovima."

## Distribucija
Film 12 godina ropstva svoju je svjetsku premijeru imao na filmskom festivalu u Tellurideu dana 30. kolovoza 2013. godine. Nakon toga uslijedile su projekcije na ostalim festivalima uključujući filmski festival u Torontu (6. rujna), filmski festival u New Yorku (8. listopada), filmski festival u New Orleansu (10. listopada) i filmski festival u Philadelphiji (19. listopada).
Dana 15. studenog 2011. godine kompanija Summit Entertainment službeno je objavila da je potpisala ugovor na distribuciju filma 12 godina ropstva za međunarodno tržište. U travnju 2012. godine, nekoliko tjedana prije početka snimanja filma, kompanija New Regency Productions pristala je sufinancirati film. Zbog distribucijskog dogovora između kompanija 20th Century Fox i New Regencyja, kompanija Fox Searchlight Pictures dobila je prava na distribuciju filma u SAD-u. Međutim, umjesto da plati distribucijska prava, kompanija Fox Searchlight je sklopila dogovor u kojem će dijeliti kino zaradu s ostalim nezavisnim kompanijama koje su sudjelovale u financiranju projekta. Film 12 godina ropstva u službenu, ali ipak ograničenu kino distribuciju krenuo je 18. listopada 2013. godine u SAD-u u devetnaest kina; par tjedana kasnije film je krenuo sa širokom kino distribucijom. Iako je prvotno planirano da film sa službenom kino distribucijom krene u drugoj polovici prosinca 2013. godine, određene "testne projekcije" dovele su do odluke da se početak distribucije pomakne za ranije. U Ujedinjenom Kraljevstvu službeni distributer filma je kompanija Entertainment One.

### Marketing
Zbog eksplicitne prirode filma i činjenice što se radilo o oskarovskom kandidatu, na eventualni financijski uspjeh filma 12 godina ropstva obraćena je posebna pozornost. Mnogi analitičari usporedili su sadržaj filma s ostalim sličnim dramama poput Schindlerove liste iz 1993. godine ili Pasije iz 2004. godine koji su postale velike kino uspješnice unatoč teškim temama koje su obrađivale. "To je možda teška tema, ali ako je dobro obrađena... filmovi koji su teški za gledanje svejedno mogu biti komercijalno uspješni", izjavio je Phil Contrino za magazin Boxoffice. Unatoč svom sadržaju, pozitivne filmske kritike pomogle su domaćoj distribuciji filma koju je vodila kompanija Fox Searchlight, a koja je ograničenu kino distribuciju u početku usmjerila isključivo prema ljubiteljima umjetničkog filma te Afroamerikancima i njihovim zaštitnicima. U kasnijim tjednima film je započeo s puno širom kino distribucijom kao što je u prijašnjim godinama napravio s filmovima Crni labud i Nasljednici. S međunarodnom kino distribucijom filma odugovlačilo se sve do prve polovice 2014. godine, nakon što je sezona nagrada (Zlatni globus i Oscar) bila već u punom zamahu.
Tijekom marketinške kampanje, film 12 godina ropstva dobio je neplaćena priznanja od strane poznatih javnih ličnosti poput Kanyea Westa i Seana Combsa. U videu kojeg je objavio Revolt, Combs nagovara gledatelje da pogledaju film uz opasku: "Ovaj film je vrlo bolan, ali vrlo iskren i dio je procesa ozdravljenja. Molim sve vas da odvedete svoju djecu i ostale članove obitelji i pogledate ga... Morate pogledati ovaj film kako bi razumjeli, kako bi počeli razumijevati."

## Priznanja

### Box-office rezultat
Do danas je film 12 godina ropstva na svjetskim kino blagajnama utržio 187,7 milijuna dolara uključujući 56,7 milijuna dolara samo u SAD-u. Tijekom prvog vikenda prikazivanja, dok se 12 godina ropstva prikazivao u ograničenoj kino distribuciji, film je zaradio 923,715 dolara čime prosječna zarada svakog ekrana iznosi 48,617 dolara. Sljedećeg vikenda film je ušao na ljestvicu deset najgledanijih filmova tjedna nakon što se počeo prikazivati u dodatne 123 kino dvorane te zaradio dodatnih 2,1 milijun dolara. Dobra kino zarada nastavila se i u trećem vikendu prikazivanja s dodatnih 4,6 milijuna dolara na 410 različitih lokacija gdje se film prikazivao. Od 8. studenog 2013. film se započeo prikazivati u više od 1000 kino dvorana.

### Kritike
Film 12 godina ropstva dobio je gotovo stopostotne pohvale kritike i publike, a posebno je isticana gluma (pogotovo Chiwetela Ejiofora, Michaela Fassbendera i Lupite Nyong'o), režija Stevea McQueena, scenarij Johna Ridleyja, produkcija i vjernost memoarima Solomona Northupa.
Na popularnoj internetskoj stranici Rotten Tomatoes film ima 97% pozitivnih ocjena temeljenih na 258 prikupljenih kritika uz prosječnju ocjenu 9/10: "Film 12 godina ropstva daleko je od laganog filma za gledanje, ali je njegov nepokolebljivi brutalni pogled na robovlasništvo u Americi briljantan koliko i vjerojatno nužan za kinematografiju." Na drugoj internetskoj stranici koja se također bavi skupljanjem filmskih kritika, Metacritic, film 12 godina ropstva ima ocjenu 97/100 temeljenu na 48 prikupljenih kritika. Trenutno je to jedan od filmova s najboljim ocjenama te stranice, kao i najbolje ocijenjeni film 2013. godine. Ankete CinemaScorea upućuju na to da je publika filmu dala čistu peticu.
Richard Corliss iz magazina Time nahvalio je film i njegovog redatelja Stevea McQueena: "Uistinu, po načinu kako priča priču, Mcqueenov film je bliži filmovima iz 70-ih godina prošlog stoljeća poput Mandingo i Goodbye, Uncle Tom. Međutim, ono što McQueena razlikuje od tih osrednjih ostvarenja je činjenica što on nije senzacionalist već umjetnik bez grižnje savjesti." U svojoj kritici Corliss također povlači paralele s Nacističkom Njemačkom: "Mcqueen prikazuje da je rasizam - pored toga što je bio barbarski nehuman - također i luđački neefikasan. Moglo bi se reći da je Nacistička Njemačka propala zbog toga što je toliko ljudi trošilo energiju razmišljajući o tome kako se riješiti Židova te zbog toga što nisu iskoristili briljantne umove židovskih znanstvenika koji su im mogli izgraditi moćnija oružja. Isto tako, robovlasnici su toliko energije trošili na bičevanje svojih robova iz čiste sadističke zabave i, kao što Epps radi, budeći ih usred noći kako bi plesali za čistu okrutnu zabavu njegove supruge."
Gregory Ellwood iz HitFlixa dao je filmu ocjenu -5 uz opasku: "12 godina ropstva je snažna drama vođena McQueenovom odvažnom režijom i najboljom glumačkom izvedbom Chiwetela Ejiofora." Ellwood je nahvalio i druge glumce, uključujući Fassbendera i, pogotovo, mladu Lupitu Nyong'o: "Izvrsna prva uloga mlade Nyong'o zbog koje bi se sljedećeg ožujka mogla naći na dodjeli Oscara." Također je nahvalio i "prekrasnu" fotografiju i glazbu: "Jedna od najdirljivijih skladbi Hansa Zimmera nakon dosta vremena". Paul MacInnes iz The Guardiana dao je filmu pet zvjezdica i, između ostalog, napisao: "Potpun, grčevit i nepopustljiv 12 godina ropstva nije samo veliki film, već i jedan od onih koji su morali biti snimljeni." Kritičari internetske stranice Spill.com također su hvalili film, a dva kritičara dala su ocjenu bolje od seksa (eng. Better Than Sex) - najbolju koju ta internetska stranica može dati. Ipak, kritičari su se složili da to nije film koji bi tako lako uskoro mogli ponovno gledati. Uspoređujući ga s mini-serijom Roots, kritičar Cyrus je istaknuo "da su Rootsi naspram ovoga Mali leteći medvjedići".
Owen Gleiberman iz Entertainment Weeklyja hvalio je film kao "biljeg okrutnosti i transcendentnosti" te kao "film o životu koji biva uzet, a zbog kojeg shvatimo što zapravo život znači." Također je vrlo pozitivnom ocijenio Ejioforovu glumu uz opasku: "Film 12 godina ropstva dopušta nam da gledamo otvorenih očiju u primarni grijeh Amerike, a to je na trenutke užasno teško. Ipak, to je film tolike humanosti da u svakom trenutku osjećate da gledate nešto esencijalno. Upravo nevjerojatna uloga Chiwetela Ejiofora nosi film i dopušta nam da ga gledamo bez treptaja. On glumi Solomona koristeći moćnu unutarnju snagu, ali sam film nikad ne umanjuje tihu noćnu moru koja okružuje Solomonovu svakodnevicu."
Peter Travers iz časopisa Rolling Stone dao je filmu četiri zvjezdice i napisao: "Ovo je film kojeg nećete zaboraviti. Radi se o žestokom, briljantnom, čistokrvnom klasiku." Kasnije ga je proglasio najboljim filmom godine. U svojoj kritici za New York Times, Manohla Dargis je napisala: "Genijalnost filma 12 godina ropstva leži u njegovom inzistiranju na prikazivanju banalnog zla i terora koji se nalazio u dušama ljudi, okupirao njihova tijela i u konačnici platio dugačku, zastrašujuću cijenu." Tim Robey iz Daily Telegrapha dao je filmu maksimalnih pet zvjezdica uz opasku da je "plemenitost ovog fantastičnog filma ta koja pogađa dušu gledatelja", a nahvalio je uloge Ejiofora i Nyong'o. Tina Hassannia iz magazina Slant napisala je: "Koristeći svoju prepoznatljivu vizualnu kompoziciju i zaglušujući zvuk, Steve McQueen portretirao je užasavajuće Northupovo iskustvo i komplicirane veze između vlasnika i njihovih robova, vlasnika i vlasnika, robova i robova i tako dalje." Kreator hvaljene televizijske serije Žica, David Simon, također je bio oduševljen filmom uz komentar: "Ovo je prvi puta u povijesti da je naša zabavna industrija, čak i uz međunarodni kreativni utjecaj, uspjela pogledati ravno u lice robovlasničkom sustavu i ne spustiti pogled."
Film, međutim, nije bio bez negativnih kritika. Stephanie Zacharek iz The Village Voicea kritizirala je film. Iako je nahvalila Ejioforovu performansu, također je napisala: "To je film koji ostaje nekoliko koraka iza opasnog sirovog osjećaja. Čak i kada prikazuje ljudsku okrutnost - kao što to često čini - nikad ne ugrožava svoju estetsku čistoću." Peter Malamud Smith iz magazina Slate kritizirao je priču: "12 godina ropstva je konstruiran kao priča o čovjeku koji se pokušava vratiti svojoj obitelji nudeći svakom gledatelju mogućnost empatije prema njezinom glavnom protagonistu. Možda nam je potrebna priča ispričana na toj razini kako bi je razumjeli. Ali njezin efekt je ovdje iskrivljen. Kao gledatelj puno više marimo za jednog junaka nego za milijune žrtava; kada bi bili prisiljeni zamisliti sebe kao robove, želimo se zamisliti kao Northup - jedinstvena osoba koja je na čudesan način pobjegla od sistema koji ga je pokušao uništiti." Opisujući ovo kao "problem s junakom", Malamud Smith je svoju kritiku završio objašnjenjem: "Možemo izdržati 12 godina ropstva. Ali ne očekujte uskoro 60 godina ropstva." Kanadski autor crnac Orville Lloyd Douglas u The Guardianu je napisao da uopće ne želi pogledati film 12 godina ropstva uz objašnjenje: "Uvjeren sam da svi ti crnački filmovi postoje kako bi bjelačka, liberalna filmska populacija osjećala bijelu krivnju i osjećala se općenito loše. Bez obzira na rasu, ovi filmovi teško će vas naučiti nečemu što već i sami ne znate."

#### Godišnje liste najboljih 10 filmova filmskih kritičara
Mnogi filmski kritičari proglasili su 12 godina ropstva najboljim filmom 2013. godine.
- 1. mjesto – Peter Travers, Rolling Stone
- 1. mjesto – Owen Gleiberman,Entertainment Weekly
- 1. mjesto – Tom Brook, BBC
- 1. mjesto – Ann Hornaday, Washington Post
- 1. mjesto – Eric Kohn, Indiewire
- 1. mjesto – Manohla Dargis, New York Times
- 1. mjesto – Bill Goodykoontz, Arizona Republic
- 1. mjesto – Scott MacDonald, The A.V. Club
- 1. mjesto – TV Guide
- 1. mjesto – Yahoo! Movies
- 1. mjesto – Jake Coyle, Associated Press
- 1. mjesto – Lisa Kennedy, Denver Post
- 1. mjesto – Brian D. Johnson, Maclean's
- 1. mjesto – Mike Scott, Times-Picayune
- 1. mjesto – Randy Myers, San Jose Mercury News
- 1. mjesto – Katey Rich, Variety
- 1. mjesto – Keith Phipps, The Dissolve
- 1. mjesto – Rafer Guzmán, Newsday
- 1. mjesto – Bob Fischbach, Omaha World-Herald
- 1. mjesto – Steve Persall, Tampa Bay Times
- 1. mjesto – Bruce R. Miller, Sioux City Journal
- 1. mjesto – Wesley Morris, Grantland
- 1. mjesto – Genevieve Valentine, Philadelphia Weekly
- 1. mjesto – David Chen, Slashfilm
- 2. mjesto – A. O. Scott, New York Times
- 2. mjesto – Lou Lumenick, New York Post
- 2. mjesto – Peter Debruge, Variety
- 2. mjesto – Joe Neumaier, New York Daily News
- 2. mjesto – Luke Wulfensmith, Freelance
- 2. mjesto – Sasha Stone, Awards Daily
- 2. mjesto – Glenn Sumi, NOW Magazine
- 2. mjesto – Andrew O'Hehir, Salon
- 2. mjesto – James Rocchi, Cinephiled
- 2. mjesto – Stephen Schaefer, Boston Herald
- 2. mjesto – Ty Burr, Boston Globe
- 2. mjesto – Michael Phillips, Chicago Tribune
- 2. mjesto – Christopher Orr, The Atlantic
- 2. mjesto – Sam Adams, The A.V. Club
- 2. mjesto – Barbara Vancheri, Pittsburgh Post-Gazette
- 2. mjesto – David Ehrlich, Film.com
- 2. mjesto – Film School Rejects
- 2. mjesto – Connie Ogle, Miami Herald
- 2. mjesto – Chris Vognar, Dallas Morning News
- 2. mjesto – Joe Reid, The Atlantic|The Wire
- 2. mjesto - Andrew Saladino, NothingButFilm
- 3. mjesto – Chris Nashawaty, Entertainment Weekly
- Top 10 (lista sastavljena alfabetskim redom bez ranga) – Steven Rea, Philadelphia Inquirer
- Top 10 (lista sastavljena alfabetskim redom bez ranga) – Stephen Whitty, The Star-Ledger
- Top 10 (lista sastavljena alfabetskim redom bez ranga) – Joe Williams, St. Louis Post-Dispatch
- Top 10 (lista sastavljena alfabetskim redom bez ranga) – Calvin Wilson, St. Louis Post-Dispatch
- Top 10 (lista sastavljena alfabetskim redom bez ranga) – James Verniere, Boston Herald

### Nagrade

#### Oscar
Film 12 godina ropstva imao je 9 nominacija za prestižnu filmku nagradu Oscar, a osvojio ih je tri.
- Najbolji film - Brad Pitt , Steve McQueen, Dede Gardner, Jeremy Kleiner i Anthony Katagas
- Najbolji adaptirani scenarij - John Ridley
- Najbolja sporedna glumica - Lupita Nyong'o
- Najbolji redatelj - Steve McQueen
- Najbolji glavni glumac - Chiwetel Ejiofor
- Najbolji sporedni glumac - Michael Fassbender
- Najbolja montaža - Joe Walker
- Najbolja scenografija- Adam Stockhausen i Alice Baker
- Najbolja kostimografija - Patricia Norris

#### Zlatni globus
Film 12 godina ropstva imao je 7 nominacija za filmsku nagradu Zlatni globus, a osvojio je jednu.
- Najbolji film (drama)
- Najbolji redatelj - Steve McQueen
- Najbolji scenarij - Steven Zaillian
- Najbolji glumac (drama) - Chiwetel Ejiofor
- Najbolji sporedni glumac - Michael Fassbender
- Najbolja sporedna glumica - Lupita Nyong'o
- Najbolja originalna glazba - Hans Zimmer

#### BAFTA
Film 12 godina ropstva imao je 10 nominacija za britansku filmsku nagradu BAFTA, a osvojio je dvije.
- Najbolji film - Brad Pitt , Steve McQueen, Dede Gardner, Jeremy Kleiner i Anthony Katagas
- Najbolji glumac - Chiwetel Ejiofor
- Nagrada David Lean za najbolju režiju - Steve McQueen
- Najbolji adaptirani scenarij - John Ridley
- Najbolji sporedni glumac - Michael Fassbender
- Najbolja sporedna glumica - Lupita Nyong'o
- Najbolja fotografija - Sean Bobbitt
- Najbolja montaža - Joe Walker
- Najbolja scenografija - Adam Stockhausen i Alice Baker
- Najbolja filmska glazba - Hans Zimmer

## Vanjske poveznice
- 12 godina ropstva u internetskoj bazi filmova IMDb-a